# Église Saint-Pierre d'Avits
L'église Saint-Pierre d'Avits est un édifice religieux paroissial situé à Castres, dans le Tarn, en région Occitanie (France).

## Description

### Histoire
L'église Saint-Pierre d'Avits est un édifice élevé au cours du XVe siècle, et qui dépendait originellement de la puissante chartreuse Notre-Dame de Bellevue de Saïx. En 1830, un petit cimetière de campagne lui est accolé.
Le bâtiment a récemment été restaurée, et se trouve aujourd'hui largement isolé, entouré de nombreux champs. Malgré cet isolement, c'est toujours un lieu de culte fréquenté.

### Architecture
L'église Saint-Pierre d'Avits a la particularité de présenter un beau clocher octogonal. C'est un petit édifice religieux d'architecture gothique à bas-côtés. Elle possède un ancien bénitier sculpté de style roman, sur lequel repose une cuve baptismale plus récente.